# Cực khoái

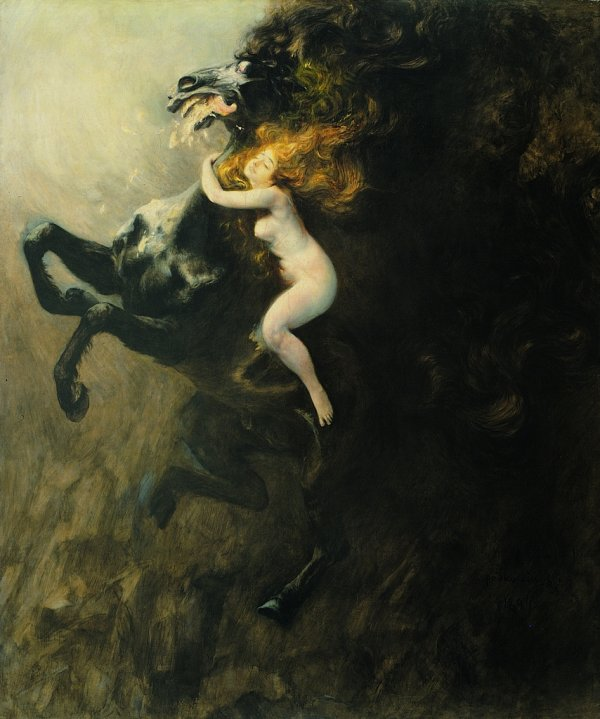
Frenzy of Exultations (1894), bởi Władysław Podkowiński

Cực khoái hoặc Lên đỉnh là sự giải phóng đột ngột của hưng phấn tình dục tích lũy trong suốt chu kỳ đáp ứng tình dục, dẫn đến nhịp co thắt cơ bắp trong vùng khung chậu đặc trưng bởi khoái cảm tình dục. Cực khoái có cả ở nam và nữ, và được hệ thống thần kinh tự chủ kiểm soát. Chúng thường được liên kết với những phản xạ tự nhiên khác, bao gồm co thắt cơ bắp ở nhiều khu vực của cơ thể, một cảm giác hưng phấn chung và, thường xuyên gây ra chuyển động cơ thể và các âm thanh. Khoảng thời gian sau khi đạt cực khoái (được gọi là thời kỳ hạ nhiệt) thường là một trải nghiệm thư giãn, được cho là do sự giải phóng các hormone thần kinh oxytocin và prolactin cũng như endorphin (hay "morphin nội sinh").
Cực khoái của con người thường là kết quả của sự kích thích tình dục thể chất của dương vật ở nam giới (điển hình là xuất tinh kèm theo) và của âm vật ở nữ giới. Kích thích tình dục có thể bằng cách tự thực hành (thủ dâm) hoặc cùng với bạn tình quan hệ tình dục thâm nhập, không thâm nhập hoặc thực hiện những hoạt động tình dục khác.
Các ảnh hưởng sức khỏe xung quanh cực khoái của con người rất đa dạng. Có nhiều phản ứng sinh lý trong hoạt động tình dục, bao gồm trạng thái thư giãn do prolactin tạo ra, cũng như thay đổi hệ thần kinh trung ương như giảm hoạt động chuyển hóa của các phần lớn của vỏ não trong khi không có thay đổi hoặc tăng chuyển hóa hoạt động trong các khu vực limbic (tức là "giáp") của não. Ngoài ra còn có một loạt các rối loạn chức năng tình dục, chẳng hạn như không có khả năng đạt cực khoái (anorgasmia). Những tác động này tác động đến quan điểm văn hóa của cực khoái, như niềm tin rằng cực khoái và tần số/tính nhất quán của nó là quan trọng hoặc không liên quan đến sự thỏa mãn trong mối quan hệ tình dục, và lý thuyết về các chức năng sinh học và tiến hóa của cực khoái.

## Định nghĩa
Trong bối cảnh lâm sàng, cực khoái thường được xác định nghiêm ngặt bởi các cơn co thắt cơ bắp có liên quan trong hoạt động tình dục, cùng với các kiểu thay đổi đặc trưng của nhịp tim, huyết áp, và thường là nhịp thở và độ sâu. Điều này được phân loại là sự phóng thích đột ngột của hưng phấn tình dục tích lũy trong chu kỳ đáp ứng tình dục, dẫn đến các cơn co thắt cơ bắp nhịp nhàng ở vùng xương chậu. Tuy nhiên, các định nghĩa về cực khoái khác nhau và có một sự đồng thuận rằng làm thế nào để phân loại nhất quán nó là không có. Ít nhất hai mươi sáu định nghĩa về cực khoái đã được liệt kê trong tạp chí Clinical Psychology Review.
Có một số tranh luận về việc một số loại cảm giác tình dục nhất định nên được phân loại chính xác là cực khoái, bao gồm cả cực khoái nữ gây ra bởi kích thích điểm G một mình, và chứng minh cực khoái kéo dài hoặc liên tục kéo dài vài phút hoặc thậm chí một giờ. Câu hỏi xoay quanh định nghĩa lâm sàng về cực khoái, nhưng cách xem cực khoái này chỉ đơn thuần là sinh lý, trong khi đó cũng có các định nghĩa về tâm lý, nội tiết và thần kinh về cực khoái. Trong những trường hợp này và các trường hợp tương tự, các cảm giác có kinh nghiệm là chủ quan và không nhất thiết liên quan đến các cơn co thắt không tự nguyện đặc trưng của cực khoái. Tuy nhiên, cảm giác ở cả hai giới là vô cùng dễ chịu và thường được cảm nhận khắp cơ thể, gây ra trạng thái tinh thần thường được mô tả là siêu việt, và gây co mạch và khoái cảm liên quan có thể so sánh với cực khoái co thắt hoàn toàn. Ví dụ, những phát hiện hiện đại hỗ trợ sự phân biệt giữa xuất tinh và cực khoái nam. Vì lý do này, có những quan điểm từ cả hai phía về việc liệu những điều này có thể được xác định chính xác là cực khoái hay không.

## Đạt cực khoái
Cực khoái có thể đạt được trong một loạt các hoạt động, bao gồm quan hệ tình dục qua đường âm đạo, hậu môn hoặc miệng, quan hệ tình dục không xâm nhập hoặc thủ dâm. Họ cũng có thể đạt được bằng cách sử dụng một đồ chơi tình dục, chẳng hạn như máy rung hoặc nội dung khiêu dâm. Đạt được cực khoái bằng cách kích thích núm vú hoặc các vùng kích thích tình dục khác là hiếm hơn. Cực khoái nhiều lần liên tiếp cũng có thể xảy ra, đặc biệt là ở phụ nữ, nhưng chúng cũng không phổ biến. Cực khoái liên tiếp là cực khoái xảy ra rất gần nhau trong một khoảng thời gian ngắn.
Ngoài kích thích thể chất, cực khoái có thể đạt được từ sự kích thích tâm lý đơn thuần, chẳng hạn như trong khi mơ (mộng tinh cho nam hoặc nữ) hoặc bằng cực khoái cưỡng bức. Cực khoái chỉ thông qua kích thích tâm lý đã được báo cáo đầu tiên trong số những người bị chấn thương cột sống. Mặc dù chức năng tình dục và tình dục sau chấn thương tủy sống rất thường xuyên bị ảnh hưởng, nhưng chấn thương này không làm mất đi một trong những cảm giác tình dục như hưng phấn tình dục và ham muốn tình dục.
Một người cũng có thể trải qua cực khoái không tự nguyện, chẳng hạn như trong trường hợp bị hãm hiếp hoặc bị tấn công tình dục khác.
Tài liệu khoa học tập trung vào tâm lý của cực khoái nữ nhiều hơn đáng kể so với tâm lý của cực khoái nam, "dường như phản ánh giả định rằng cực khoái nữ phức tạp hơn về mặt tâm lý so với cực khoái nam", nhưng "bằng chứng thực nghiệm hạn chế cho thấy nam và cực khoái nữ có thể mang nhiều điểm tương đồng hơn sự khác biệt. Trong một nghiên cứu có kiểm soát của Vance và Wagner (1976), những người độc lập không thể phân biệt các mô tả bằng văn bản về trải nghiệm cực khoái của nam và nữ".

### Đàn ông

#### Tính đa dạng
Ở nam giới, cách phổ biến nhất để đạt được cực khoái là bằng cách kích thích dương vật. Điều này thường đi kèm với xuất tinh, nhưng có thể, mặc dù cũng hiếm, đối với nam giới để đạt cực khoái mà không xuất tinh (được gọi là "cực khoái khô"). Các cậu bé trước tuổi dậy thì sẽ có cực khoái khô. Cực khoái khô cũng có thể xảy ra như là kết quả của xuất tinh ngược, hoặc hypogonadism. Đàn ông cũng có thể xuất tinh mà không đạt cực khoái, được gọi là xuất tinh không cực khoái. Họ cũng có thể đạt được cực khoái bằng cách kích thích tuyến tiền liệt (xem bên dưới).

#### Mô hình hai giai đoạn
Quan điểm truyền thống về cực khoái nam là có hai giai đoạn: phát xạ sau cực khoái, gần như ngay lập tức theo sau là giai đoạn thư giãn. Thời kỳ thư giãn là giai đoạn phục hồi sau khi đạt cực khoái, trong thời gian đó người đàn ông không thể có thêm cực khoái về mặt sinh lý nữa. Năm 1966, Masters và Johnson đã công bố nghiên cứu quan trọng về các giai đoạn kích thích tình dục. Mẫu của họ bao gồm phụ nữ và đàn ông, và, không giống như Alfred Kinsey vào năm 1948 và 1953, đã cố gắng xác định các giai đoạn sinh lý trước và sau khi đạt cực khoái.
Masters và Johnson lập luận rằng, trong giai đoạn đầu tiên, "cơ quan phụ kiện và nam giới có thể cảm thấy sự xuất tinh sắp diễn ra, hai đến ba giây sau khi xuất tinh xảy ra, mà người đàn ông không thể kiềm chế, trì hoãn hoặc kiểm soát bằng mọi cách" và, trong giai đoạn thứ hai, "nam giới cảm thấy những cơn co thắt dễ chịu trong quá trình xuất tinh, báo cáo khoái cảm lớn hơn gắn liền với khối lượng xuất tinh lớn hơn". Họ cho rằng, không giống như nữ giới, "đối với người đàn ông, giai đoạn hạ nhiệt bao gồm thời gian hồi phục" và nói thêm rằng "nhiều nam giới dưới 30 tuổi, nhưng tương đối ít sau đó, có khả năng xuất tinh thường xuyên và chỉ phải nghỉ ngơi trong một thời gian ngắn trước khi có thể xuất tinh lần nữa". Masters và Johnson đã đánh đồng cực khoái nam và xuất tinh và duy trì sự cần thiết cho một giai đoạn hồi phục giữa các lần cực khoái.

#### Cực khoái liên tiếp và đa cực khoái
Có rất ít nghiên cứu khoa học về nhiều cực khoái ở nam giới. Dunn và Trost định nghĩa nhiều cực khoái nam là "hai hoặc nhiều lần cực khoái có hoặc không xuất tinh và không, hoặc chỉ có giới hạn, rất hạn chế mất cương cứng trong một và cùng một lần quan hệ tình dục". Mặc dù, do giai đoạn hồi phục, hiếm khi nam giới đạt được nhiều cực khoái, một số nam giới đã báo cáo có nhiều lần cực khoái liên tiếp, đặc biệt là không xuất tinh. Nhiều cực khoái thường được báo cáo ở những người đàn ông rất trẻ so với những người đàn ông lớn tuổi. Ở những người đàn ông trẻ tuổi, thời gian phục hồi có thể chỉ kéo dài một vài phút, nhưng ở những người đàn ông lớn tuổi có thể phải chờ hơn một giờ.
Việc hormone oxytocin tăng vọt trong quá trình xuất tinh được cho là nguyên nhân chính trong giai đoạn hồi phục và lượng oxytocin tăng lên có thể ảnh hưởng đến độ dài của mỗi giai đoạn hồi phục. Một nghiên cứu khoa học để ghi lại thành công tự nhiên, xuất tinh hoàn toàn, nhiều lần cực khoái ở một người đàn ông trưởng thành đã được tiến hành tại Đại học Rutgers năm 1995. Trong quá trình nghiên cứu, sáu lần cực khoái xuất tinh hoàn toàn đã được trải nghiệm trong 36 phút, không có thời gian hồi phục rõ ràng.

### Nữ giới

#### Yếu tố và khả năng của cực khoái
Ở phụ nữ, cách phổ biến nhất để đạt được cực khoái là do sự kích thích tình dục trực tiếp của âm vật (kích thích duy trì bằng tay, bằng miệng hoặc ma sát tập trung ép vào các bộ phận bên ngoài của âm vật). Thống kê chung chỉ ra rằng 70-80% phụ nữ cần kích thích âm vật trực tiếp để đạt cực khoái, mặc dù kích thích âm vật gián tiếp (ví dụ, thông qua thâm nhập âm đạo) cũng có thể là đủ. Phòng khám Mayo tuyên bố: "Cực khoái khác nhau về cường độ và phụ nữ khác nhau về tần suất cực khoái và lượng kích thích cần thiết để kích hoạt cực khoái". Cực khoái âm vật dễ dàng đạt được hơn bởi vì toàn bộ bề mặt của âm vật có hơn 8.000 đầu dây thần kinh cảm giác, có nhiều (hoặc nhiều hơn trong một số trường hợp) số đầu dây thần kinh có trong dương vật người hoặc quy đầu dương vật. Vì âm vật là đối ứng với dương vật, nó có khả năng nhận được kích thích tình dục tương đương nhau.
Một quan niệm sai lầm, đặc biệt trong các ấn phẩm nghiên cứu cũ, là âm đạo hoàn toàn không nhạy cảm. Tuy nhiên, có những khu vực trong thành âm đạo trước và giữa ngã ba trên cùng của môi nhỏ và niệu đạo đặc biệt nhạy cảm. Liên quan đến mật độ cụ thể của các đầu dây thần kinh, trong khi khu vực thường được mô tả là điểm G có thể tạo ra cực khoái, và bọt biển niệu đạo, một khu vực có thể tìm thấy điểm G, chạy dọc theo "mái" của âm đạo và có thể tạo ra cảm giác dễ chịu khi được kích thích, khoái cảm tình dục mãnh liệt (bao gồm cả cực khoái) từ kích thích âm đạo thỉnh thoảng hoặc không có vì âm đạo có kết thúc thần kinh ít hơn đáng kể so với âm vật. Mật độ lớn nhất của các đầu dây thần kinh âm đạo là ở phần dưới (gần lối vào) của âm đạo.
Nhà giáo dục tình dục Rebecca Chalker tuyên bố rằng chỉ một phần của âm vật, bọt biển niệu đạo, tiếp xúc với dương vật, ngón tay hoặc dương vật giả trong âm đạo. Hite và Powderer nói rằng đầu của âm vật và môi nhỏ, cũng rất nhạy cảm, không nhận được sự kích thích trực tiếp trong quá trình giao hợp. Bởi vì điều này, một số cặp vợ chồng có thể làm tình khi người phụ nữ ở phía trên hoặc kỹ thuật căn chỉnh tư thế tình dục để tối đa hóa kích thích âm vật. Đối với một số phụ nữ, âm vật rất nhạy cảm sau cao trào, làm cho kích thích thêm sẽ gây ra đau đớn.
Masters và Johnson lập luận rằng tất cả phụ nữ đều có khả năng đạt đa cực khoái nhưng đàn ông có khả năng đạt đa cực khoái rất hiếm, và tuyên bố rằng "phụ nữ có khả năng nhanh chóng trở lại cực khoái ngay sau khi trải nghiệm cực khoái, nếu được điều chỉnh lại trước khi căng thẳng giảm xuống dưới mức phản ứng của pha cao nguyên". Mặc dù thường báo cáo rằng phụ nữ không trải qua giai đoạn hồi phục và do đó có thể đạt cực khoái thêm hoặc nhiều lần cực khoái, ngay sau lần đầu tiên, một số nguồn cho biết cả nam và nữ đều trải qua giai đoạn hồi phục sau cực khoái vì phụ nữ có thể cũng trải qua một thời gian sau khi đạt cực khoái trong đó kích thích tình dục thêm không tạo ra hưng phấn. Sau khi đạt cực khoái ban đầu, cực khoái tiếp theo đối với phụ nữ có thể mạnh hơn hoặc dễ chịu hơn khi sự kích thích được tăng dần.

#### Cực khoái âm vật và âm đạo
Thảo luận về cực khoái nữ rất phức tạp bởi cực khoái ở phụ nữ thường được chia thành hai loại: cực khoái âm vật và cực khoái âm đạo (hoặc điểm G). Năm 1973, Irving Singer đưa ra giả thuyết rằng có ba loại cực khoái nữ; ông phân loại chúng là âm hộ, tử cung và pha trộn, nhưng bởi vì ông là một triết gia, "những phạm trù này được tạo ra từ những mô tả về cực khoái trong văn học hơn là nghiên cứu trong phòng thí nghiệm". Năm 1982, Ladas, Whoop và Perry cũng đề xuất ba loại: loại lều (bắt nguồn từ kích thích âm vật), loại khung A (bắt nguồn từ kích thích điểm G) và loại pha trộn (xuất phát từ kích thích âm vật và điểm G). Năm 1999, Whoop và Komisaruk đề xuất kích thích cổ tử cung là có thể gây ra loại cực khoái nữ thứ tư.
Cực khoái nữ bằng các biện pháp khác ngoài kích thích âm vật hoặc âm đạo/điểm G ít phổ biến hơn trong tài liệu khoa học và hầu hết các nhà khoa học cho rằng không nên phân biệt giữa "các loại" cực khoái nữ. Sự khác biệt này bắt đầu với Sigmund Freud, người đã đưa ra khái niệm "cực khoái âm đạo" tách biệt với cực khoái âm vật. Năm 1905, Freud tuyên bố rằng cực khoái âm vật hoàn toàn là một hiện tượng ở tuổi vị thành niên và khi đến tuổi dậy thì, phản ứng thích hợp của phụ nữ trưởng thành là thay đổi cực khoái âm đạo, nghĩa là cực khoái mà không có bất kỳ kích thích âm vật nào. Mặc dù Freud không cung cấp bằng chứng cho giả định cơ bản này, nhưng hậu quả của lý thuyết này là rất đáng kể. Nhiều phụ nữ cảm thấy không thỏa đáng khi họ không thể đạt được cực khoái khi giao hợp âm đạo một mình, liên quan đến ít hoặc không có sự kích thích âm vật, vì lý thuyết của Freud làm cho giao hợp dương vật-âm đạo trở thành thành phần trung tâm để thỏa mãn tình dục của phụ nữ.
Các khảo sát quốc gia lớn đầu tiên về hành vi tình dục là Báo cáo Kinsey. Alfred Kinsey là nhà nghiên cứu đầu tiên chỉ trích gay gắt ý tưởng của Freud về tình dục và cực khoái của phụ nữ khi, qua các cuộc phỏng vấn với hàng ngàn phụ nữ, Kinsey phát hiện ra rằng hầu hết phụ nữ mà ông khảo sát không thể đạt cực khoái âm đạo. Ông "chỉ trích Freud và các nhà lý thuyết khác đã phóng chiếu các cấu trúc tình dục của nam giới lên phụ nữ" và "xem âm vật là trung tâm chính của phản ứng tình dục" và âm đạo là "tương đối không quan trọng" để thỏa mãn tình dục, nói rằng "ít phụ nữ đưa ngón tay vào hoặc vật vào âm đạo của họ khi họ thủ dâm". Ông "kết luận rằng sự hài lòng từ sự xâm nhập dương vật [chủ yếu] là tâm lý hoặc có lẽ là kết quả của cảm giác được đề cập".
Nghiên cứu của Masters và Johnson về chu kỳ đáp ứng tình dục nữ, cũng như nghiên cứu của Shere Hite, thường ủng hộ những phát hiện của Kinsey về cực khoái nữ giới. Nghiên cứu của Masters và Johnson về chủ đề này xuất hiện vào thời điểm phong trào nữ quyền ở làn sóng thứ hai, và truyền cảm hứng cho các nhà nữ quyền như Anne Koedt, tác giả của Thần thoại về cực khoái âm đạo, nói về "sự phân biệt giả" được tạo ra giữa cực khoái âm vật và âm đạo và sinh học của phụ nữ không được phân tích đúng.

#### Quan hệ âm vật và âm đạo
Nghiên cứu nói rằng âm đạo có khả năng tạo ra cực khoái tiếp tục bị tranh luận bởi vì, ngoài sự tập trung thần kinh thấp của âm đạo, các báo cáo về vị trí của điểm G không nhất quán ở một số phụ nữ và có thể là không tồn tại ở một số phụ nữ và có thể là một mở rộng một cấu trúc khác, chẳng hạn như tuyến của Skene hoặc âm vật, là một phần của tuyến Skene. Vào tháng 1 năm 2012 Tạp chí Y học tình dục xem xét nhiều năm nghiên cứu về sự tồn tại của điểm G, các học giả tuyên bố rằng "[r] eports trên các phương tiện truyền thông công cộng sẽ khiến người ta tin rằng điểm G là một thực thể có đặc điểm tốt có khả năng cung cấp sự kích thích tình dục cực độ, nhưng điều này là xa sự thật".
Giải thích có thể cho điểm G đã được Masters và Johnson kiểm tra, họ là những nhà nghiên cứu đầu tiên xác định rằng cấu trúc âm vật bao quanh và kéo dài dọc theo và bên trong môi âm hộ. Ngoài việc quan sát rằng phần lớn các đối tượng nữ của họ chỉ có thể đạt cực khoái âm vật, họ phát hiện ra rằng cả cực khoái âm vật và âm đạo đều có cùng giai đoạn phản ứng vật lý. Trên cơ sở này, họ lập luận rằng kích thích âm vật là nguồn gốc của cả hai loại cực khoái, lý do rằng âm vật bị kích thích trong quá trình thâm nhập bằng ma sát với mũ trùm của nó; quan niệm của họ rằng điều này cung cấp cho âm vật đủ kích thích tình dục đã bị chỉ trích bởi các nhà nghiên cứu như Elisabeth Lloyd.
Nghiên cứu của bác sĩ tiết niệu Úc Helen O'Connell năm 2005 cũng chỉ ra mối liên hệ giữa cực khoái trải qua âm đạo và âm vật, cho thấy mô âm vật kéo dài vào thành trước của âm đạo và do đó cực khoái âm vật và âm đạo có cùng nguồn gốc. Một số nghiên cứu, sử dụng siêu âm, đã tìm thấy bằng chứng sinh lý của điểm G ở những phụ nữ báo cáo đạt cực khoái khi giao hợp âm đạo, nhưng O'Connell cho rằng mối quan hệ liên kết của âm vật với âm đạo là giải thích sinh lý cho phỏng đoán điểm G. Sau khi sử dụng công nghệ MRI cho phép cô ghi nhận mối quan hệ trực tiếp giữa chân hoặc rễ của âm vật và mô cương cứng của "bóng đèn âm vật" và cora, và niệu đạo và âm đạo xa, cô nói rằng thành âm đạo là âm vật; rằng nâng da ra khỏi âm đạo trên các bức tường bên cho thấy các bóng đèn của âm vật hình tam giác, khối hình lưỡi liềm của mô cương cứng. O'Connell et al., người đã thực hiện mổ xẻ trên bộ phận sinh dục nữ của tử thi và nhiếp ảnh được sử dụng để lập bản đồ cấu trúc của dây thần kinh ở âm vật, đều đã nhận thức được rằng âm vật là nhiều hơn chỉ là qui đầu của mình và khẳng định vào năm 1998 rằng có nhiều cương dương mô liên quan đến âm vật hơn thường được mô tả trong sách giáo khoa giải phẫu. Họ kết luận rằng một số con cái có các mô và dây thần kinh rộng hơn so với những con khác, đặc biệt là đã quan sát điều này ở những người trẻ tuổi so với người già, và do đó, phần lớn phụ nữ chỉ có thể đạt được cực khoái bằng cách kích thích trực tiếp các bộ phận bên ngoài của âm vật, sự kích thích của các mô tổng quát hơn của âm vật thông qua giao hợp có thể là đủ cho những người khác.
Các nhà nghiên cứu người Pháp Odile Buisson và Pierre Foldès đã báo cáo những phát hiện tương tự với kết quả của O'Connell. Năm 2008, họ đã công bố bản siêu âm 3D hoàn chỉnh đầu tiên của âm vật bị kích thích và tái bản nó vào năm 2009 với nghiên cứu mới, chứng minh các cách thức mà mô cương cứng của âm vật xâm nhập và bao quanh âm đạo, cho rằng phụ nữ có thể đạt được cực khoái âm đạo thông qua kích thích điểm G vì âm vật có nhiều bẩm sinh được kéo sát vào thành trước của âm đạo khi người phụ nữ bị kích thích tình dục và trong quá trình thâm nhập âm đạo. Họ khẳng định rằng vì thành trước của âm đạo có liên kết chặt chẽ với các bộ phận bên trong của âm vật, kích thích âm đạo mà không kích hoạt âm vật có thể là không thể. Trong nghiên cứu được công bố năm 2009 của họ, "các mặt phẳng vành trong quá trình co rút tầng sinh môn và sự xâm nhập của ngón tay đã chứng minh mối quan hệ chặt chẽ giữa gốc âm vật và thành âm đạo trước". Buisson và Foldès đề xuất rằng "độ nhạy cảm đặc biệt của thành âm đạo trước thấp hơn có thể được giải thích bằng áp lực và chuyển động của rễ âm vật trong quá trình thâm nhập âm đạo và co thắt đáy chậu sau đó".
Hỗ trợ một điểm G khác biệt là một nghiên cứu của Đại học Rutgers, xuất bản năm 2011, đây là lần đầu tiên ánh xạ bộ phận sinh dục nữ lên phần cảm giác của não. Quét não cho thấy não ghi lại những cảm giác khác biệt giữa kích thích âm vật, cổ tử cung và thành âm đạo - nơi điểm G được báo cáo là - khi một số phụ nữ tự kích thích mình trong máy cộng hưởng từ chức năng (fMRI). "Tôi nghĩ rằng phần lớn các bằng chứng cho thấy rằng điểm G không phải là một điều đặc biệt", Barry Komisaruk, người đứng đầu kết quả nghiên cứu cho biết. "Nó không giống như nói, 'Tuyến giáp là gì?' Điểm G là một thứ giống như Thành phố New York cũng là một thứ vậy. Đó là một khu vực, đó là sự hội tụ của nhiều cấu trúc khác nhau". Nhận xét về nghiên cứu của Komisaruk và các phát hiện khác, Emmanuele Jannini, giáo sư khoa nội tiết tại Đại học Aquila ở Ý, thừa nhận một loạt các bài luận được xuất bản vào tháng 3 năm 2012 trên Tạp chí Y học tình dục, là tài liệu chứng minh rằng cực khoái âm đạo và âm vật là hiện tượng riêng biệt, kích hoạt các khu vực khác nhau của não và có thể gợi ý những khác biệt tâm lý quan trọng giữa các phụ nữ.

#### Các yếu tố và nghiên cứu khác
Khó đạt cực khoái thường xuyên sau khi kích thích tình dục rộng rãi, được gọi là anorgasmia, phổ biến hơn đáng kể ở phụ nữ so với nam giới (xem bên dưới). Ngoài rối loạn chức năng tình dục là nguyên nhân khiến phụ nữ không thể đạt cực khoái, hoặc thời gian hưng phấn tình dục cần thiết để đạt cực khoái là khác nhau và lâu hơn ở phụ nữ so với nam giới, các yếu tố khác bao gồm thiếu giao tiếp giữa bạn tình về những gì cần thiết cho người phụ nữ để đạt cực khoái, cảm giác không thỏa mãn tình dục ở một trong hai người bạn tình, chỉ tập trung vào sự thâm nhập (âm đạo hoặc cách khác), và đàn ông nói chung kích thích phụ nữ đạt cực khoái dựa trên kinh nghiệm tình dục của chính họ với những người phụ nữ khác.
Các học giả nói rằng "nhiều cặp vợ chồng bị mắc kẹt trong ý tưởng rằng cực khoái chỉ nên đạt được thông qua giao hợp [quan hệ tình dục qua đường âm đạo]" và rằng "[e] nói về màn dạo đầu cho thấy rằng bất kỳ hình thức kích thích tình dục nào khác chỉ đơn thuần là chuẩn bị cho sự kiện chính. '... Bởi vì phụ nữ đạt cực khoái thông qua giao hợp ít nhất so với nam giới, nên họ có nhiều khả năng hơn nam giới để đạt cực khoái". Nhà tư vấn tình dục Ian Kerner tuyên bố: "Đó là một huyền thoại rằng sử dụng dương vật là cách chính để làm hài lòng phụ nữ". Ông trích dẫn nghiên cứu kết luận rằng phụ nữ đạt cực khoái khoảng 25% thời gian giao hợp, so với 81% thời gian trong quan hệ tình dục bằng miệng (liếm âm hộ).
Trong nghiên cứu thực nghiệm quy mô lớn đầu tiên trên toàn thế giới để liên kết các thực hành cụ thể với cực khoái, được báo cáo trên Tạp chí Nghiên cứu Giới tính năm 2006, các biến số lịch sử nhân khẩu học và tình dục có liên quan tương đối yếu với cực khoái. Dữ liệu được phân tích từ Nghiên cứu về Sức khỏe và Mối quan hệ của Úc, một cuộc khảo sát qua điện thoại quốc gia về hành vi và thái độ và kiến thức về sức khỏe tình dục được thực hiện vào năm 2001, năm 2002, với mẫu đại diện từ 19.307 người Úc từ 16 đến 59 tuổi. Thực hành bao gồm "chỉ giao hợp âm đạo (12%), kích thích âm đạo + thủ công bộ phận sinh dục của nam và / nữ (49%), và giao hợp âm đạo + bằng tay + bằng miệng (32%)" và "làm tình cũng có thể có bao gồm các thực hành khác. Đàn ông đạt cực khoái trong 95% các cuộc gặp gỡ và phụ nữ trong 69%. Nói chung, càng thực hành nhiều, cơ hội đạt cực khoái của phụ nữ càng cao. Phụ nữ có nhiều khả năng đạt cực khoái hơn trong các cuộc gặp gỡ bao gồm cả bú liếm âm hộ".
Các nghiên cứu khác cho thấy phụ nữ tiếp xúc với nồng độ androgen trước khi sinh thấp hơn có nhiều khả năng đạt cực khoái khi giao hợp âm đạo hơn so với những phụ nữ khác.

#### Tập thể dục tạo cực khoái
Kinsey, trong cuốn sách năm 1953 của ông Về hành vi tình dục ở nữ giới, đã tuyên bố rằng tập thể dục có thể mang lại khoái cảm tình dục, bao gồm cả cực khoái. Một đánh giá vào năm 1990 về chính phản ứng tình dục như tập thể dục, xem xét tài liệu và tuyên bố rằng lĩnh vực này được nghiên cứu kém; họ cũng nói rằng các nghiên cứu đã phát hiện ra rằng tập thể dục nhịp điệu hoặc đẳng trương giống như hoạt động tình dục hoặc các tư thế tình dục có thể tạo ra khoái cảm tình dục, bao gồm cả cực khoái. Một đánh giá năm 2007 về mối quan hệ giữa rối loạn chức năng sàn chậu và các vấn đề tình dục ở nam và nữ cho thấy họ thường liên kết với nhau và cho rằng liệu pháp vật lý tăng cường sàn chậu có thể giúp giải quyết các vấn đề tình dục nhưng nó không được nghiên cứu đủ. Bắt đầu từ ít nhất năm 2007, thuật ngữ "coregasm" đã được sử dụng trên các phương tiện truyền thông phổ biến để nói đến cực khoái do tập thể dục hoặc theo cách nói học thuật gọi là khoái cảm tình dục do tập thể dục hoặc EISP, và thảo luận rộng rãi của "Yogasm" xảy ra trong một bài đăng trên Daily Beast năm 2011. Một bài báo xuất bản năm 2012 đã trình bày kết quả của một cuộc khảo sát trực tuyến về những phụ nữ đã trải qua cực khoái hoặc khoái cảm tình dục khác trong khi tập thể dục. Bài viết đã được thảo luận rộng rãi trên các phương tiện truyền thông phổ biến khi nó được xuất bản. Các tác giả của bài báo nói rằng nghiên cứu về mối quan hệ giữa tập thể dục và phản ứng tình dục vẫn còn thiếu.

### Kích thích hậu môn và tuyến tiền liệt
Ở cả hai giới, khoái cảm có thể bắt nguồn từ các đầu dây thần kinh xung quanh hậu môn, chẳng hạn như khi quan hệ tình dục qua đường hậu môn. Có thể đàn ông đạt được cực khoái thông qua việc tự kích thích tuyến tiền liệt. Tuyến tiền liệt là tương đồng của nam (biến thể) với các tuyến Skene (được cho là có liên quan đến điểm G nữ), và có thể được kích thích tình dục thông qua quan hệ tình dục qua đường hậu môn, mát-xa đáy chậu hoặc qua máy rung. Kích thích tuyến tiền liệt có thể tạo ra cực khoái sâu hơn, được một số người đàn ông mô tả là lan rộng và mãnh liệt hơn, kéo dài hơn và cho phép cảm giác xuất thần nhiều hơn so với cực khoái được khơi gợi chỉ bằng kích thích dương vật. Việc thực hành đóng chốt (bao gồm một phụ nữ thâm nhập vào hậu môn của một người đàn ông với một dương vật giả có dây đeo) kích thích tuyến tiền liệt. Nó cũng là điển hình cho một người đàn ông không đạt được cực khoái như một đối tác tiếp nhận chỉ từ quan hệ tình dục qua đường hậu môn.
Đối với phụ nữ, thâm nhập dương vật-hậu môn cũng có thể gián tiếp kích thích âm vật bởi các dây thần kinh cảm giác chung, đặc biệt là dây thần kinh pudendal, đưa ra các dây thần kinh hậu môn kém và phân chia thành dây thần kinh quanh hậu môn và dây thần kinh giữa của âm vật. Khu vực điểm G, được coi là có liên kết với âm vật, cũng có thể được kích thích gián tiếp khi quan hệ tình dục qua đường hậu môn. Mặc dù hậu môn có nhiều đầu dây thần kinh, mục đích của chúng không đặc biệt để gây ra cực khoái, và vì vậy một người phụ nữ đạt được cực khoái chỉ bằng cách kích thích hậu môn là rất hiếm. Kích thích trực tiếp âm vật, khu vực điểm G hoặc cả hai, trong khi tham gia vào quan hệ tình dục qua đường hậu môn có thể giúp một số phụ nữ tận hưởng hoạt động và đạt cực khoái trong thời gian đó.